# Agonismus
Agonismus is een geslacht van vlinders uit de familie prachtmotten (Cosmopterigidae).

## Soorten
- A. argentiferens Walsingham, 1907
- A. coruscans Walsingham, 1907
- A. flavipalpis Walsingham, 1907